# Hudson Hornet
La Hudson Hornet è un'autovettura prodotta dalla Hudson dal 1951 al 1957.

## Storia
Dopo la nascita della American Motors Corporation (AMC), la Hornet continuò a essere commercializzata con marchio Hudson fino al 1957. La Hornet è stata prodotta in due generazioni. Dal 1951 al 1954 è stata realizzata dalla Hudson, mentre dal 1955 al 1957 venne assemblata, con un design completamente differente, dalla AMC. La prima serie era costruita su un telaio caratterizzato da un baricentro basso che migliorava la guidabilità della vettura, soprattutto nella competizioni. Tale versione era dotata di una carrozzeria aerodinamica che faceva assomigliare il modello a una vettura ponton. La seconda serie era invece una versione che derivava da modelli Nash. Entrambe le generazioni ebbero il motore installato anteriormente e la trazione posteriore.

## Prima serie (1951–1954)
La Hornet, che fu introdotta nel model year 1951, seguiva il cosiddetto design "step-down". Tale stilema venne introdotto nel 1948 sulla Commodore e fu caratteristico delle vetture Hudson.
Il modello era offerto in versione coupé due porte, berlina due e quattro porte, hardtop due porte e cabriolet due porte, e aveva una struttura semi- monoscocca. La versione cabriolet della Hornet era l'unica disponibile nella gamma Hudson. Questa prima serie di Hornet era disponibile con un solo tipo di motore, ovvero un sei cilindri in linea da 5 L di cilindrata che aveva una configurazione a valvole laterali e che erogava 145 CV. Nel 1954 fu introdotta una versione che sviluppava 170 CV. La prima versione citata disponeva di un carburatore doppio corpo, mentre la seconda era munita di due carburatori monocorpo oltre che di un doppio sistema di scarico. In seguito fu proposta una versione potenziata che sviluppava 210 CV.
Nel 1952 e nel 1953 la Hornet fu sottoposta a due facelift che la fecero assomigliare sempre di più alla Commodore del 1948. Nel 1951 la Hornet fu prodotta in 43.656 esemplari, mentre l'anno successivo il modello fu commercializzato in 35.921 unità. Nel 1953 i volumi produttivi toccarono i 27.208 esemplari. Nel 1954 il modello fu oggetto di un restyling che coinvolse la linea, la calandra e i fanali. Nell'occasione il motore fu potenziato a 160 CV. La produzione di Hornet nel 1954 si attestò a 24.833 esemplari. Questa serie di Hornet fu assemblata a Detroit, nel Michigan.
Il cambio disponibile era manuale a tre rapporti. Era possibile avere, tra le opzioni, l'overdrive. Solo nel 1954 fu offerta una trasmissione automatica Hydramatic a quattro rapporti.

Questa prima generazione di Hornet partecipò con successo a gare NASCAR. 

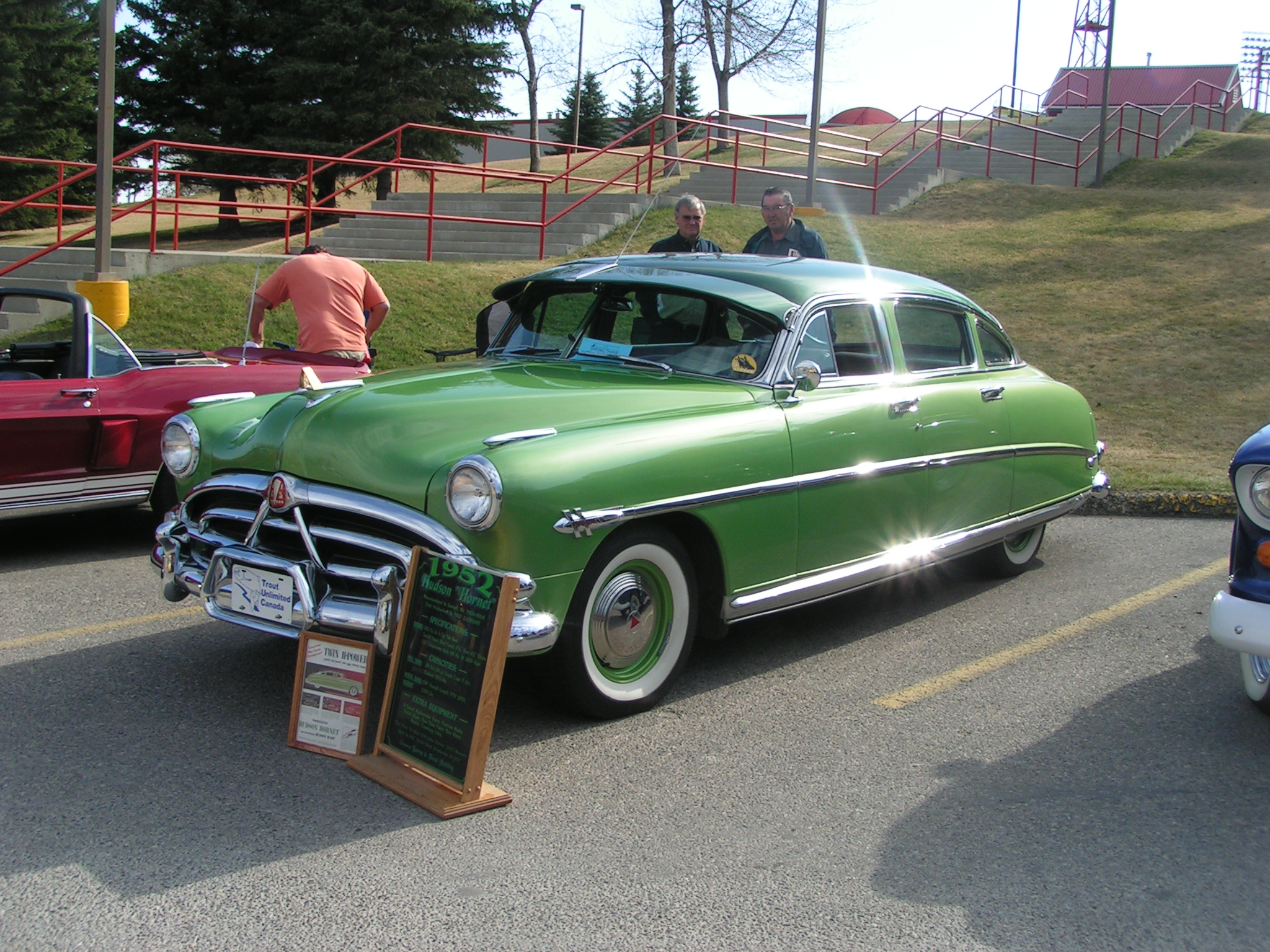
Una Hudson Hornet del 1952
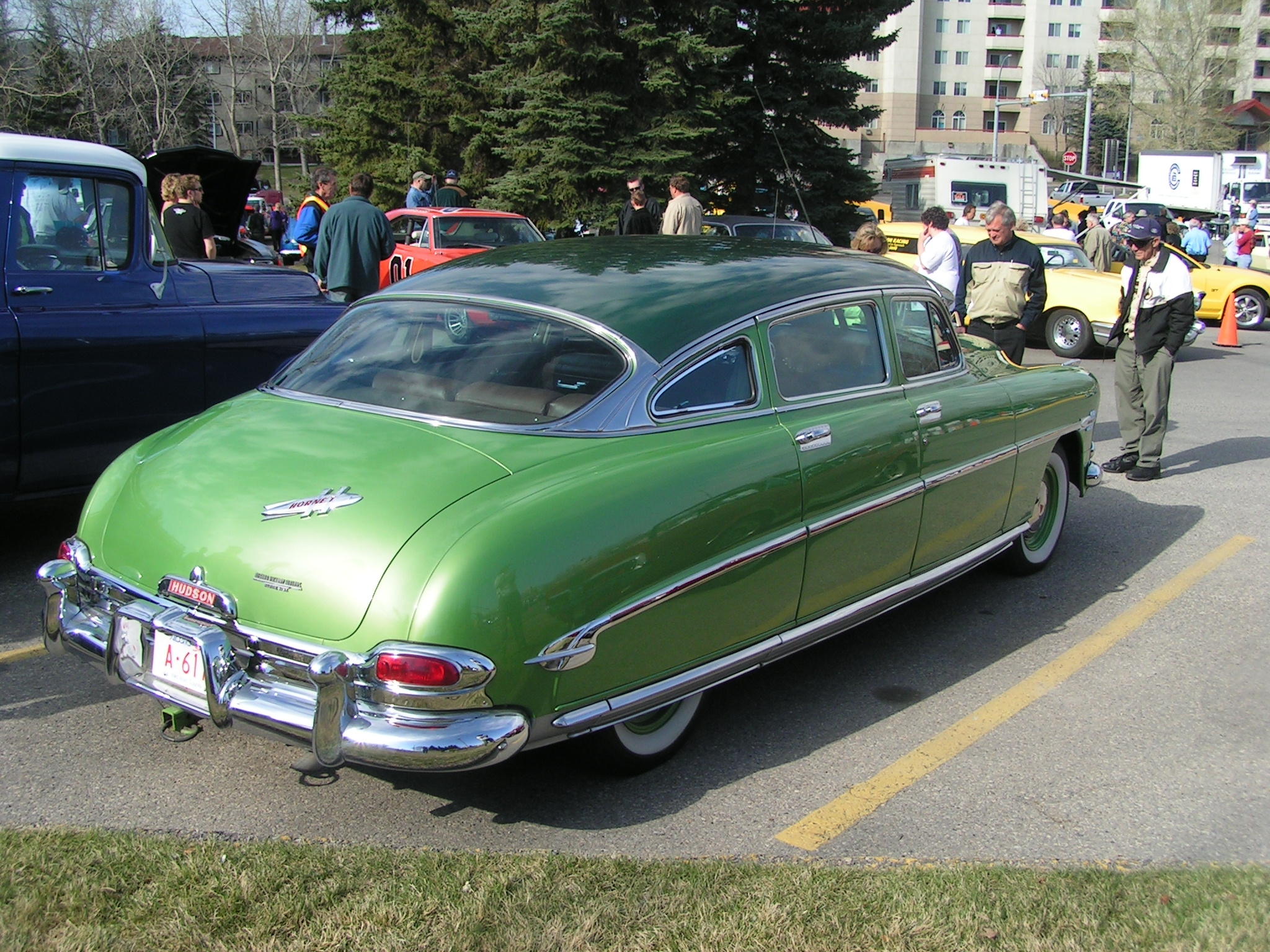
Vista posteriore
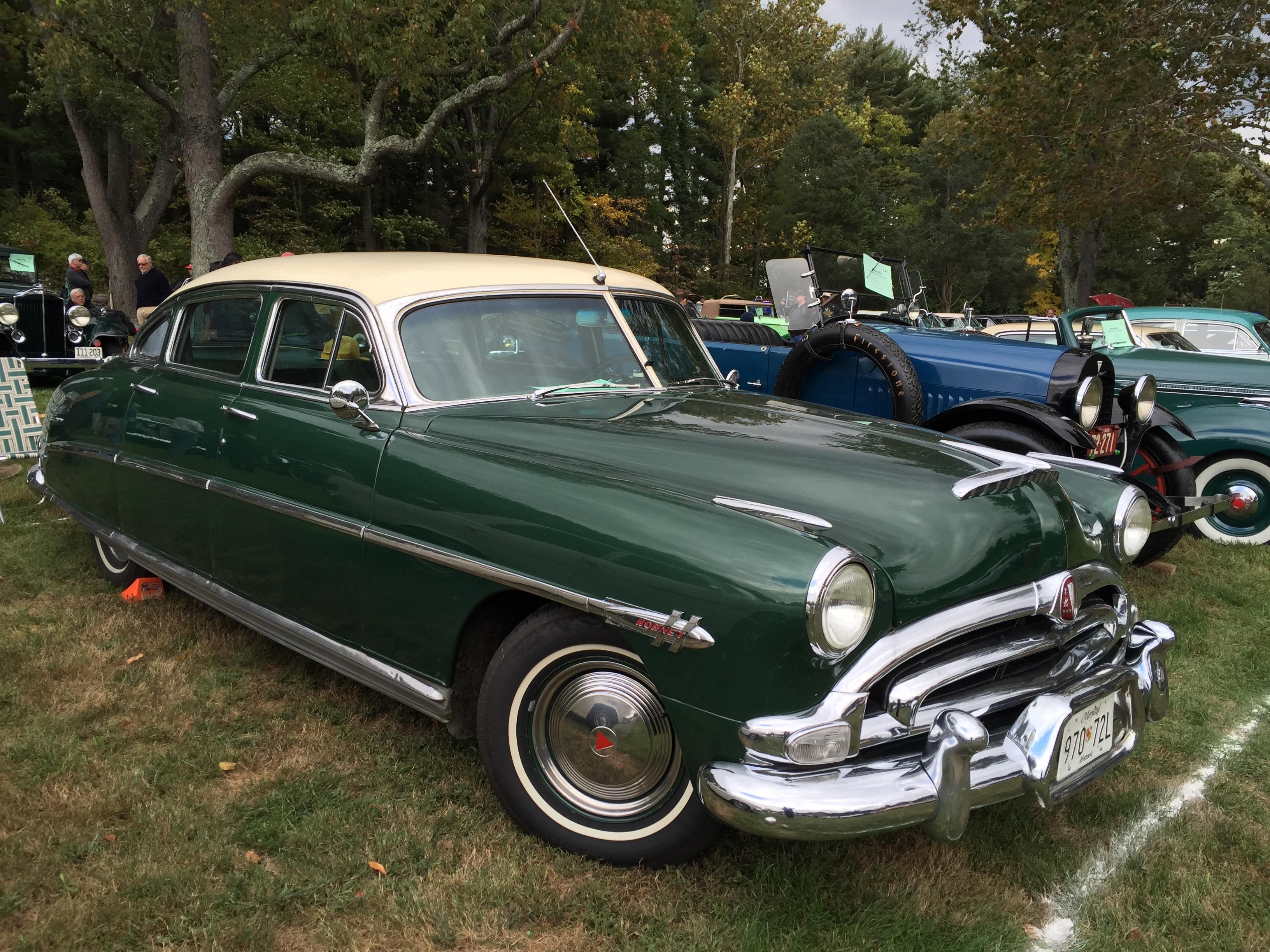
Una Hudson Hornet del 1953
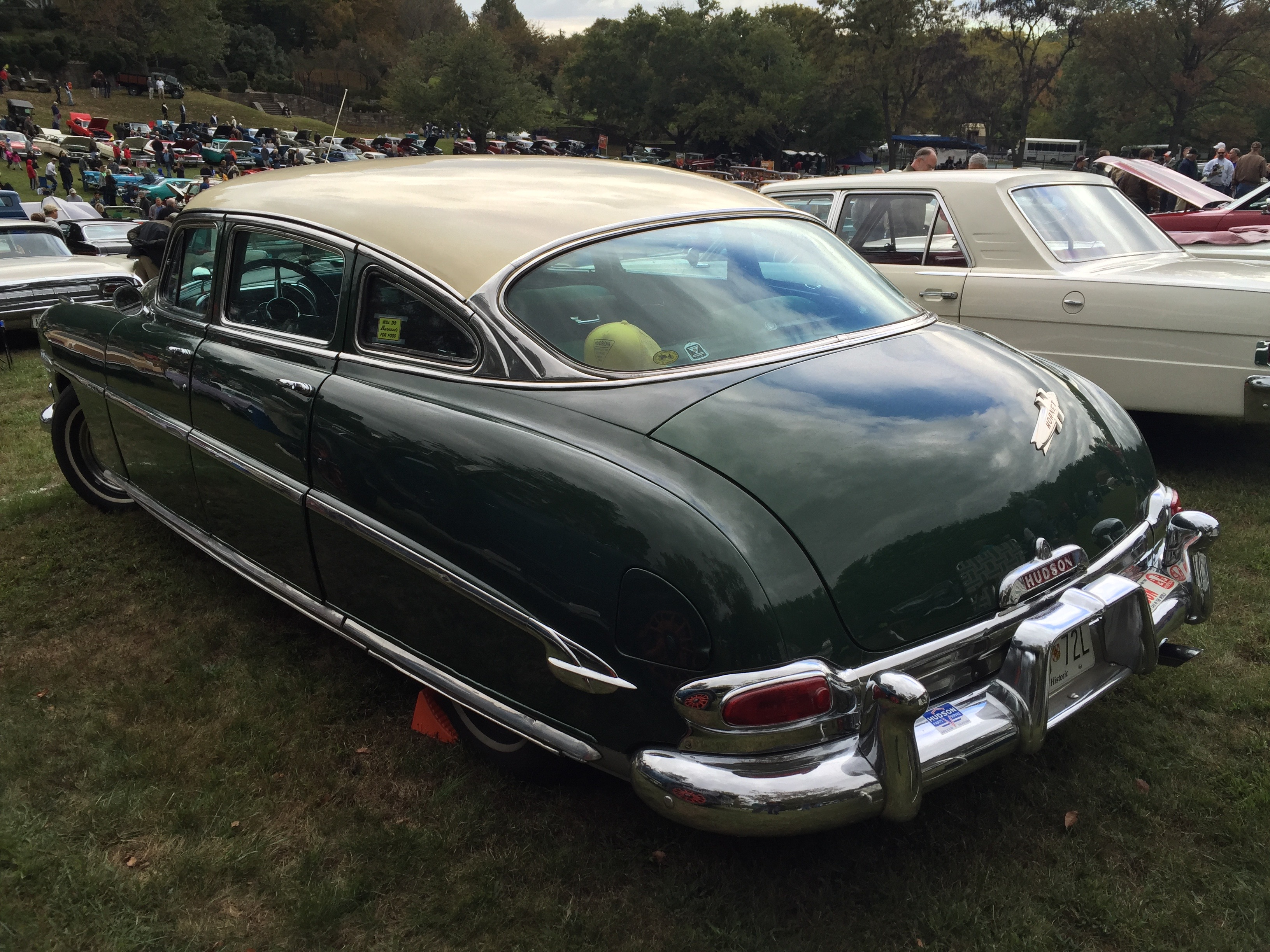
Vista posteriore
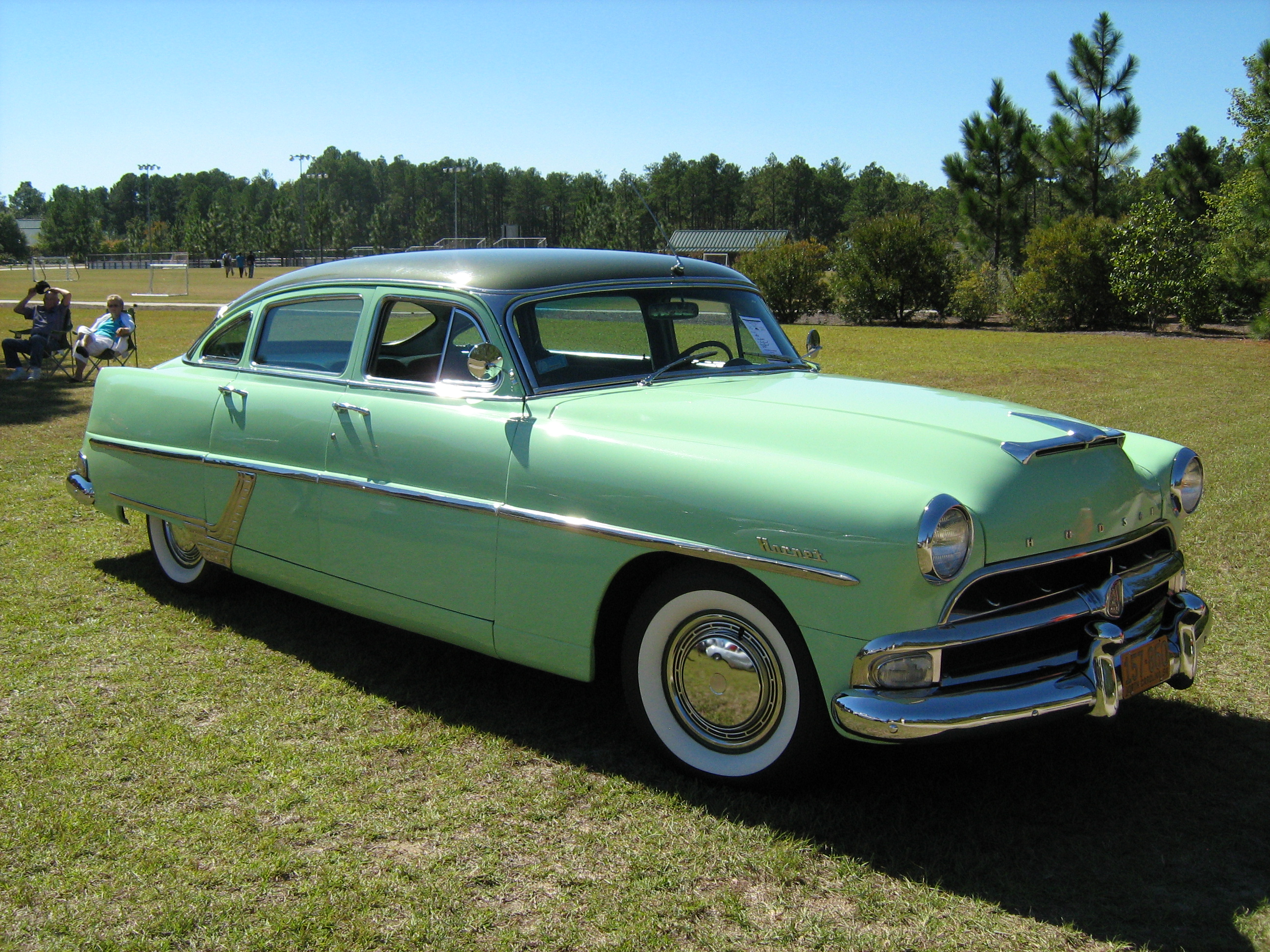
Una Hudson Hornet del 1954
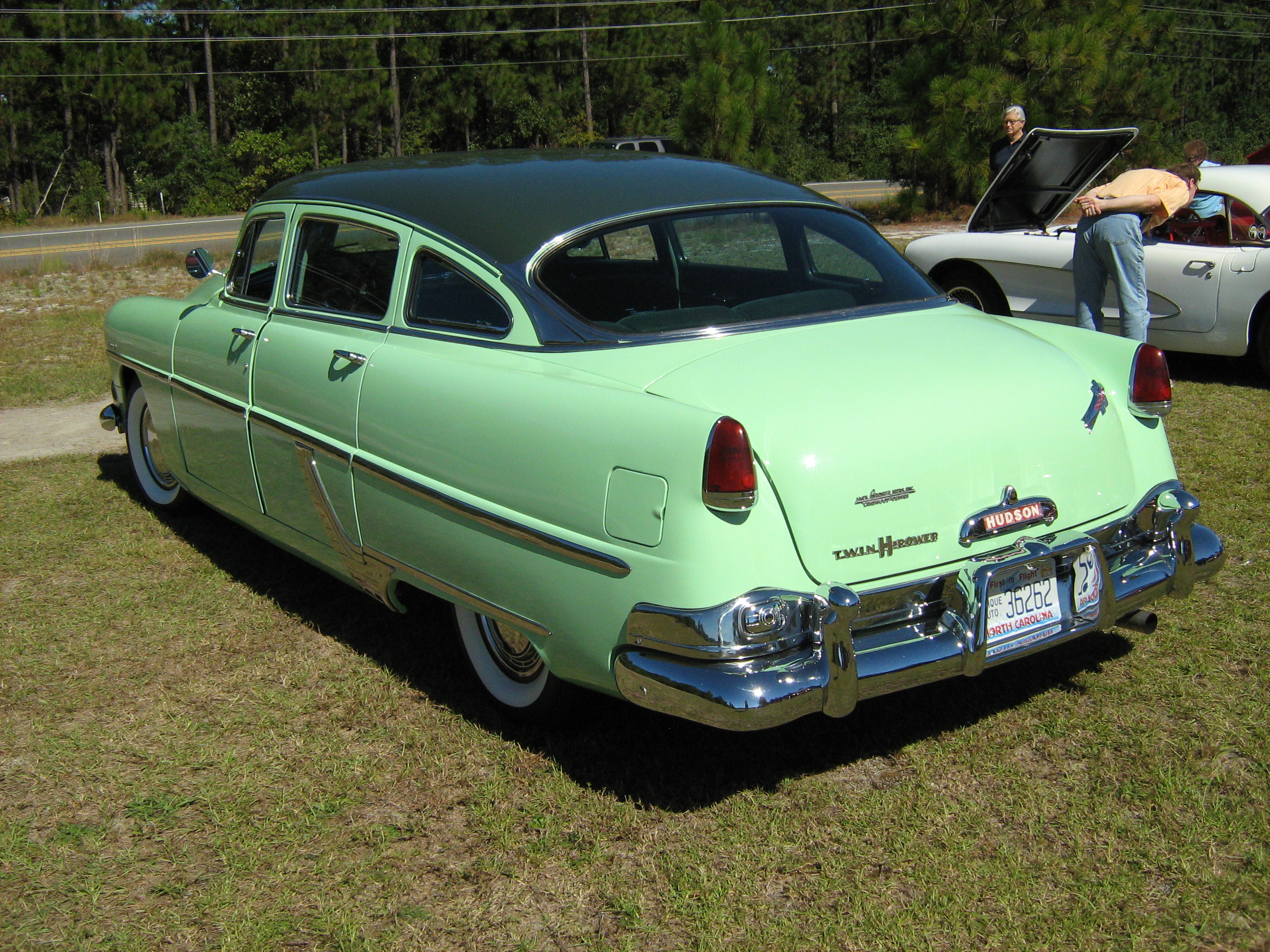
Vista posteriore

## Seconda serie (1955–1957)
Negli ultimi tre anni di produzione la Hornet diventò un prodotto della neonata American Motors (AMC). Dopo la fusione tra la Hudson e la Nash-Kelvinator, lo stabilimento Hudson di Detroit fu chiuso e la produzione della Hornet venne trasferita a Kenosha, nel Wisconsin. Ora la Hornet non era più basata sullo stile "step-down" ma sui modelli Nash, anche se conservava parte degli stilemi dei precedenti modelli Hudson.
Con il lancio della nuova serie furono tolti dai listini le versioni coupé e cabriolet. Pertanto rimasero in commercio solo le berline e le hardtop. I motori disponibili erano due, il sei cilindri in linea da 5 L menzionato per la serie precedente e un V8 da 5,2 L che erogava 208 CV. A quest'ultimo era associato un cambio automatico Ultramatic a due rapporti. Per l'altro propulsore erano ancora offerti le trasmissioni disponibili per la generazione precedente. La nuova serie di Honet era dotata di ampissimi sedili anteriori oltre che di un sistema di ventilazione e di riscaldamento della Weather Eye. L'aria condizionata era opzionale.

Nel 1956 la linea fu aggiornata. Le vendite scesero però dai 13.130 esemplari del 1955 ai 8.152 del 1956. Nel 1957 il modello fu rivisto nuovamente. Nonostante questi nuovi ritocchi migliorativi, le vendite calarono a 4.108 esemplari. La produzione di Hornet terminò poi il 25 giugno 1957 con la fine del marchio Hudson.

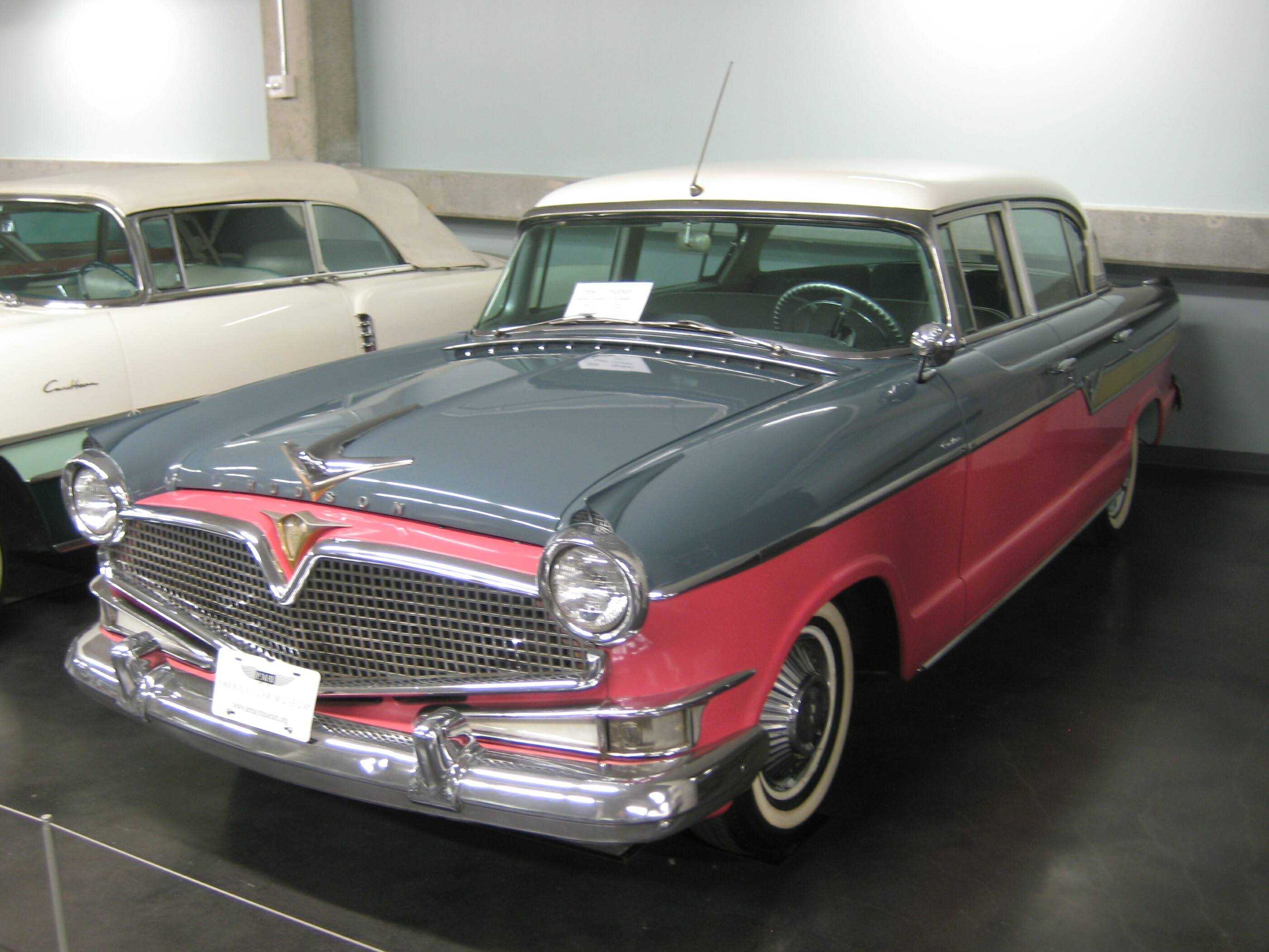
Una Hudson Hornet del 1956
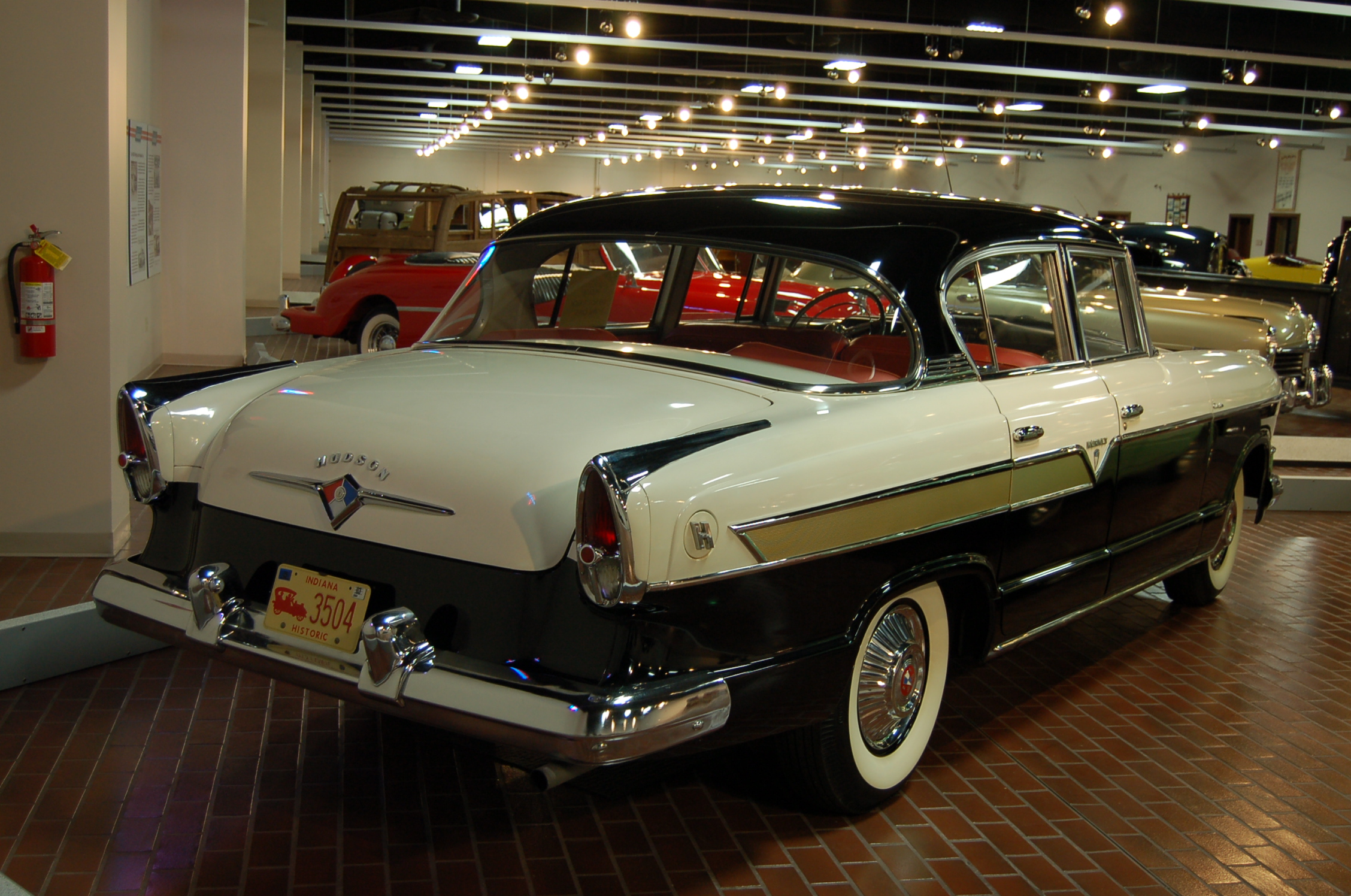
Vista posteriore
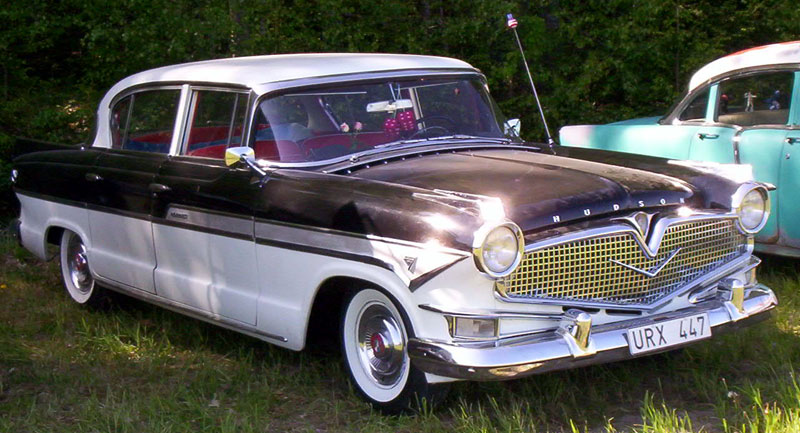
Una Hudson Hornet del 1957
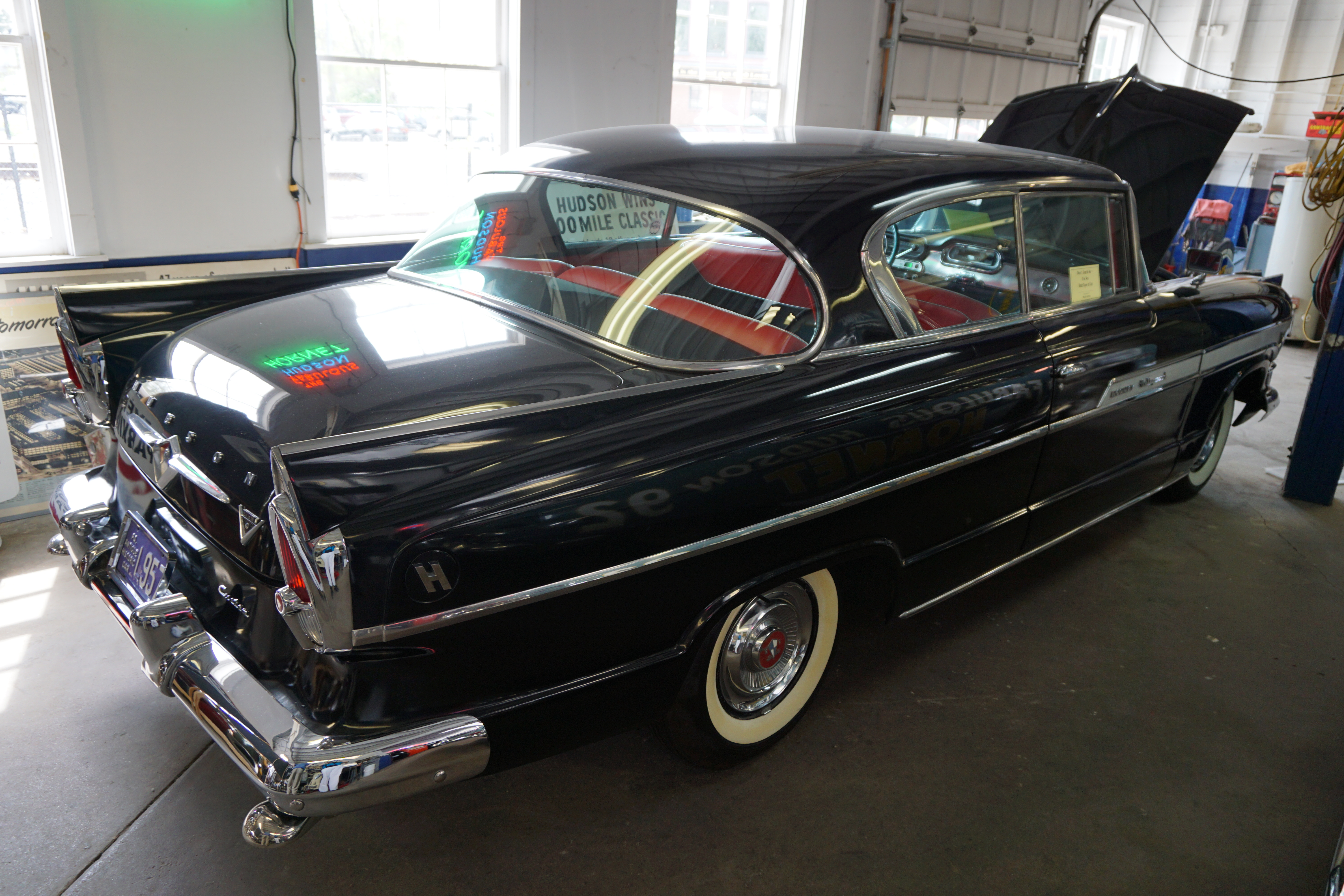
Vista posteriore

## Curiosità

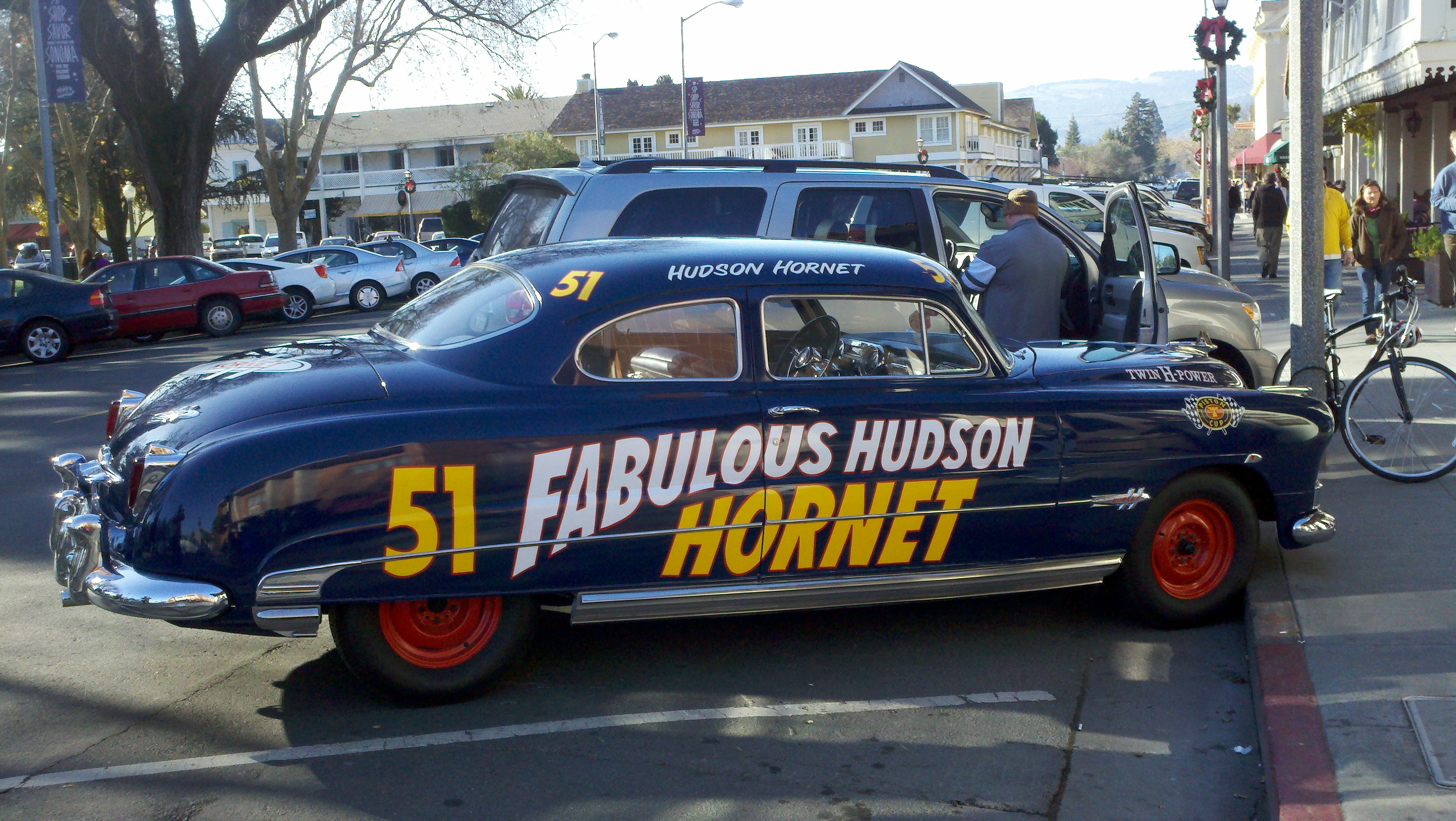
L'Hudson Hornet 51.

Nel film d'animazione Cars - Motori ruggenti, prodotto da Pixar e uscito nel 2006, il personaggio Doc Hudson è rappresentato come un'autovettura Hudson Hornet del 1951.